# Circonscription électorale d'Okayama
La circonscription électorale d'Okayama (岡山県選挙区, Okayama-ken senkyo-ku) est une subdivision électorale de la Chambre des conseillers du Japon, représentant la préfecture d'Okayama. Deux conseillers y sont élus au scrutin uninominal majoritaire à un tour.

## Conseillers
| Série 1                           | Série 1                            | Série 1                         | Série 1                         | Élection                     | Série 2                          | Série 2                          | Série 2                         | Série 2                         |
| 1er (1947 : 1er, mandat de 6 ans) | 1er (1947 : 1er, mandat de 6 ans)  | 2e (1947 : 2e, mandat de 6 ans) | 2e (1947 : 2e, mandat de 6 ans) | Élection                     | 1er (1947 : 3e, mandat de 3 ans) | 1er (1947 : 3e, mandat de 3 ans) | 2e (1947 : 4e, mandat de 3 ans) | 2e (1947 : 4e, mandat de 3 ans) |
| --------------------------------- | ---------------------------------- | ------------------------------- | ------------------------------- | ---------------------------- | -------------------------------- | -------------------------------- | ------------------------------- | ------------------------------- |
|                                   | Gunji Shimamura (ja) (Ind.)        |                                 | Hideo Kuroda (ja) (PLJ)         | 1947                         |                                  | Binkei Ōta (ja) (PSJ)            |                                 | Katsuji Itano (ja) (PCJ)        |
| 1950                              | Gunji Shimamura (ja) (Ind.)        | Saburō Eda (PSJ)                | Hideo Kuroda (ja) (PLJ)         |                              | Takenori Katō (ja) (PL)          |                                  |                                 |                                 |
|                                   | Chōzō Akiyama (ja) (PSJ de gauche) | Saburō Eda (PSJ)                |                                 | Gunji Shimamura (Ryokufūkai) | Takenori Katō (ja) (PL)          | 1953                             |                                 |                                 |
| 1956                              | Chōzō Akiyama (ja) (PSJ de gauche) | Saburō Eda (PSJ)                |                                 | Gunji Shimamura (Ryokufūkai) | Tsuruyo Kondō (PLD)              |                                  |                                 |                                 |
|                                   | Chōzō Akiyama (PSJ)                | Saburō Eda (PSJ)                |                                 | Takenori Katō (PLD)          | Tsuruyo Kondō (PLD)              | 1959                             |                                 |                                 |
| 1962                              | Chōzō Akiyama (PSJ)                | Yūsaku Yayama (ja) (PSJ)        |                                 | Takenori Katō (PLD)          | Tsuruyo Kondō (PLD)              |                                  |                                 |                                 |
| Chōzō Akiyama (PSJ)               |                                    | Yūsaku Yayama (ja) (PSJ)        | Mutsuo Kimura (ja) (Ind.)       | 1964,                        | Tsuruyo Kondō (PLD)              |                                  |                                 |                                 |
| Chōzō Akiyama (PSJ)               |                                    | Yūsaku Yayama (ja) (PSJ)        | Mutsuo Kimura (PLD)             | 1965                         | Tsuruyo Kondō (PLD)              |                                  |                                 |                                 |
| Chōzō Akiyama (PSJ)               | 1968                               |                                 | Mutsuo Kimura (PLD)             | Kazuo Koeda (ja) (PLD)       |                                  | Yūsaku Yayama (PSJ)              |                                 |                                 |
| Chōzō Akiyama (PSJ)               | 1971                               |                                 | Mutsuo Kimura (PLD)             | Kazuo Koeda (ja) (PLD)       |                                  | Yūsaku Yayama (PSJ)              |                                 |                                 |
| Chōzō Akiyama (PSJ)               | 1974                               | Takenori Katō (PLD)             | Mutsuo Kimura (PLD)             | Kumao Terada (ja) (PSJ)      |                                  |                                  |                                 |                                 |
|                                   | Mutsuo Kimura (PLD)                | Takenori Katō (PLD)             |                                 | Kumao Terada (ja) (PSJ)      | Chōzō Akiyama (PSJ)              | 1977                             |                                 |                                 |
| 1980                              | Mutsuo Kimura (PLD)                | Takenori Katō (PLD)             |                                 | Kumao Terada (ja) (PSJ)      | Chōzō Akiyama (PSJ)              |                                  |                                 |                                 |
| 1983                              | Mutsuo Kimura (PLD)                | Takenori Katō (PLD)             |                                 | Kumao Terada (ja) (PSJ)      | Chōzō Akiyama (PSJ)              |                                  |                                 |                                 |
| 1986                              | Mutsuo Kimura (PLD)                | Takenori Katō (PLD)             |                                 | Junji Ichii (ja) (Ind.)      | Chōzō Akiyama (PSJ)              |                                  |                                 |                                 |
| Toranosuke Katayama (PLD)         | Nobuko Mori (ja) (PSJ)             | Takenori Katō (PLD)             | 1989                            | Junji Ichii (ja) (Ind.)      |                                  |                                  |                                 |                                 |
| Toranosuke Katayama (PLD)         | Nobuko Mori (ja) (PSJ)             | 1992                            | Norifumi Katō (ja) (PLD)        |                              | Junji Ichii (PSJ)                |                                  |                                 |                                 |
| Toranosuke Katayama (PLD)         |                                    | Mie Ishida (ja) (Shinshintō)    | Norifumi Katō (ja) (PLD)        | 1995                         | Junji Ichii (PSJ)                |                                  |                                 |                                 |
| Toranosuke Katayama (PLD)         | 1998                               | Mie Ishida (ja) (Shinshintō)    |                                 | Satsuki Eda (PDJ)            |                                  | Norifumi Katō (PLD)              |                                 |                                 |
| Toranosuke Katayama (PLD)         | –                                  | –                               | 2001                            | Satsuki Eda (PDJ)            |                                  | Norifumi Katō (PLD)              |                                 |                                 |
| Toranosuke Katayama (PLD)         | –                                  | –                               | 2004                            | Satsuki Eda (PDJ)            | –                                | –                                |                                 |                                 |
|                                   | –                                  | –                               | Yumiko Himei (PDJ)              | Satsuki Eda (PDJ)            | –                                | –                                | 2007                            |                                 |
| 2010                              | –                                  | –                               | Yumiko Himei (PDJ)              | Satsuki Eda (PDJ)            | –                                | –                                |                                 |                                 |
|                                   | –                                  | –                               | Masahiro Ishii (ja) (PLD)       | Satsuki Eda (PDJ)            | –                                | –                                | 2013                            |                                 |
| 2016                              | –                                  | –                               | Masahiro Ishii (ja) (PLD)       |                              | –                                | –                                | Kimi Onoda (PLD)                |                                 |
| 2019                              | –                                  | –                               | Masahiro Ishii (ja) (PLD)       |                              | –                                | –                                | Kimi Onoda (PLD)                |                                 |
| 2022                              | –                                  | –                               | Masahiro Ishii (ja) (PLD)       |                              | –                                | –                                | Kimi Onoda (PLD)                |                                 |
|                                   | –                                  | –                               | Kōichirō Kobayashi (ja) (PLD)   | 2025                         | –                                | –                                | Kimi Onoda (PLD)                |                                 |